# Église Saint-Félix de Calmeilles
L'église Saint-Félix de Calmeilles est une église romane située à Calmeilles, dans le département français des Pyrénées-Orientales en région Occitanie.

## Historique
L'église paroissiale Saint-Félix est mentionnée dès l'an 959 dans une donation à l'église d'Elne.
L'édifice actuel, de style roman, date du XIIe siècle. 
L'église fait l'objet d'une inscription au titre des monuments historiques depuis le 5 octobre 1964. Une campagne de rénovation est menée en 1995.
Le clocher est endommagé par la foudre le 8 août 2016.

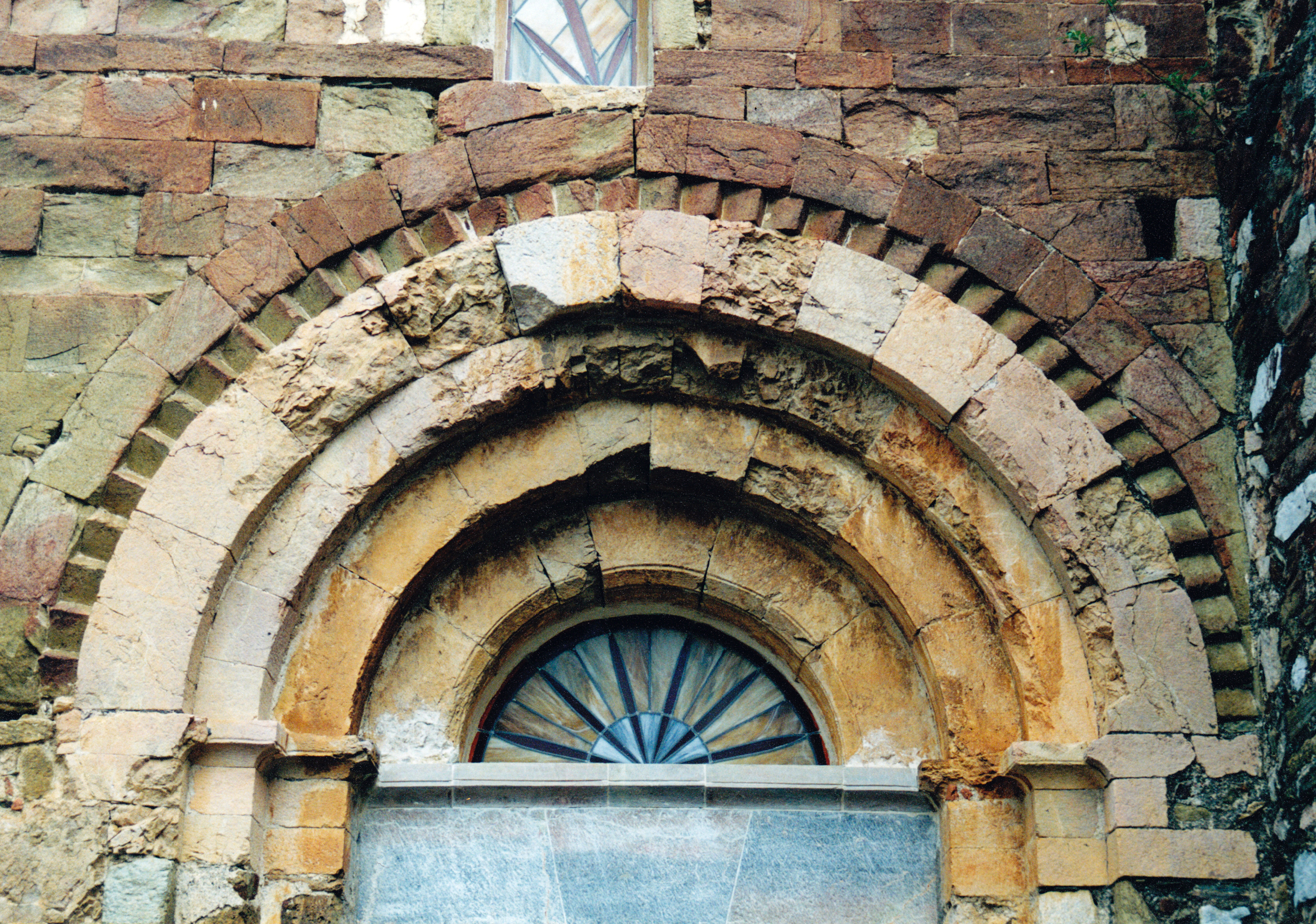
L'archivolte du portail.

## Architecture
L'église Saint-Félix de Calmeilles est très dégradée mais constitue cependant un témoin précieux de l'architecture romane du XIIe siècle dans les Aspres.
L'église Saint-Félix est un édifice de petite taille, à nef unique et à chevet semi-circulaire, édifié en pierre de taille assemblée en grand appareil et recouvert de tuiles.
La pierre de taille est soigneusement appareillée et présente une grande variété de teintes allant du blanc au brun, en passant par des nuances roses et olives.

### Le portail roman
La façade méridionale est percée d'un remarquable portail composé d'une porte en bois encadrée de piédroits à imposte saillante supportant une archivolte à quadruple voussure surmontée d'une frise de dents d'engrenage cintrée (caractéristique assez répandue dans l'art roman des Pyrénées-Orientales : Prieuré de Marcevol, Corneilla-de-Conflent, Espira-de-Conflent, Enveitg…).

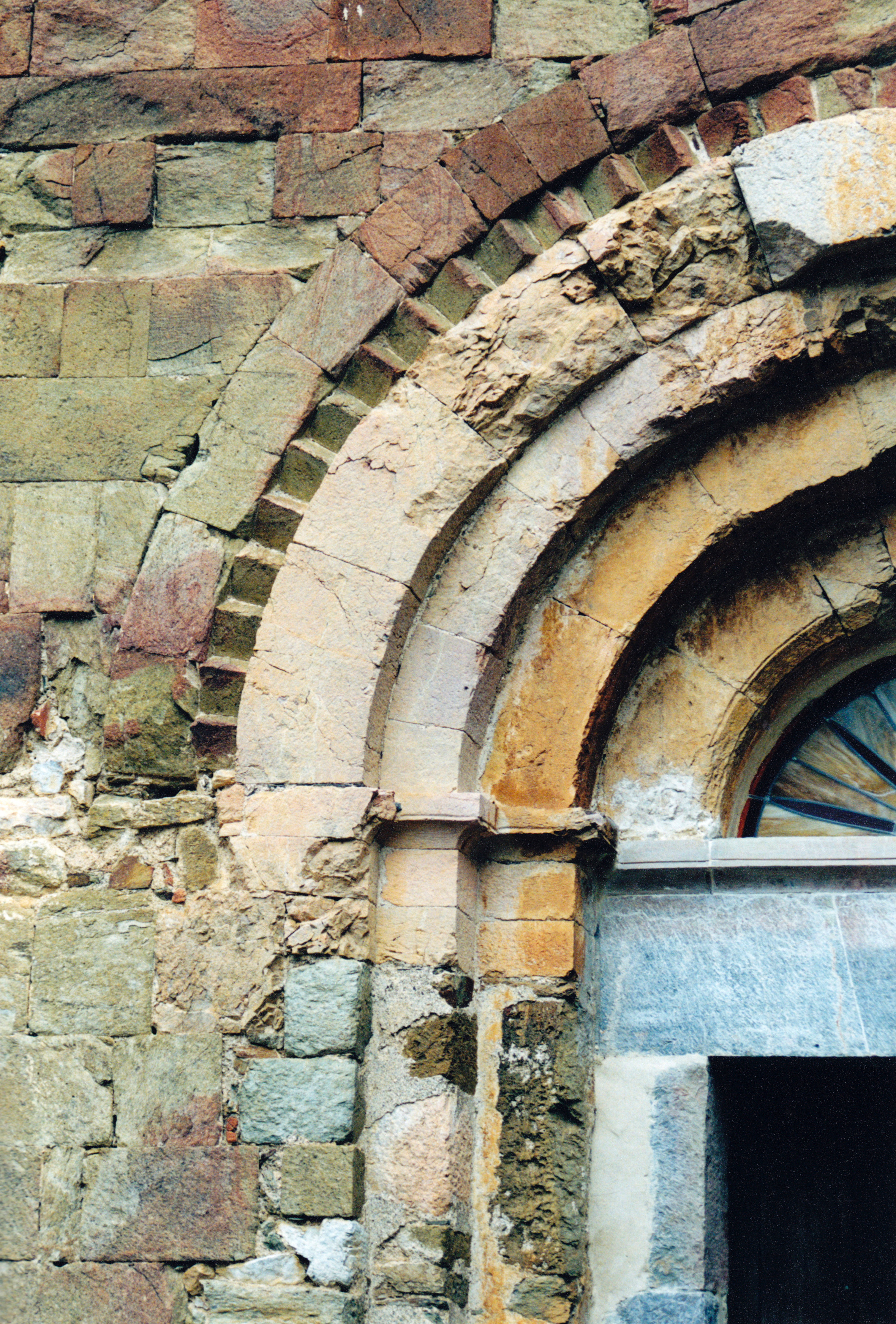
Détail des impostes, des voussures et de la frise de dents d'engrenage du portail.
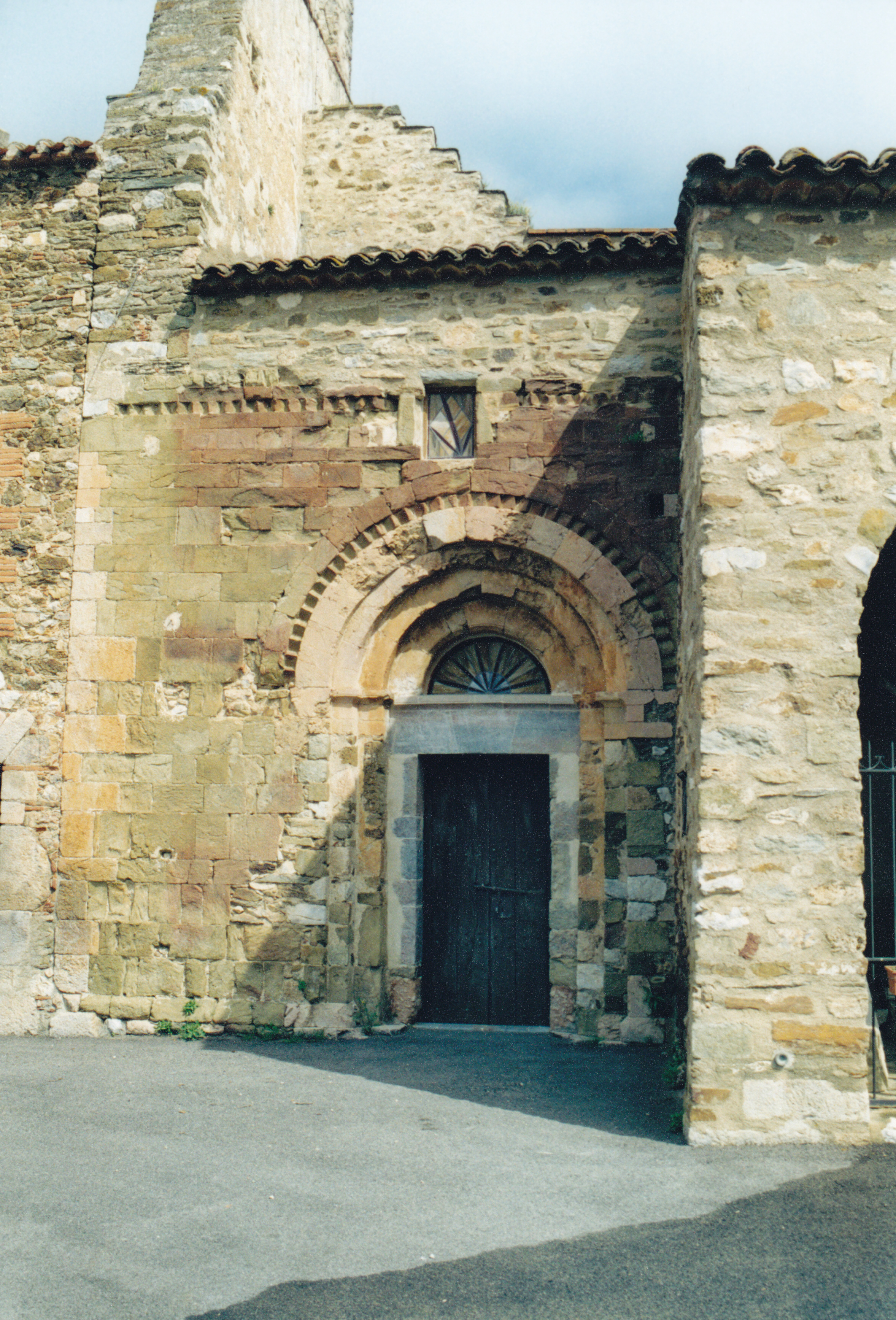
La façade méridionale et le portail.
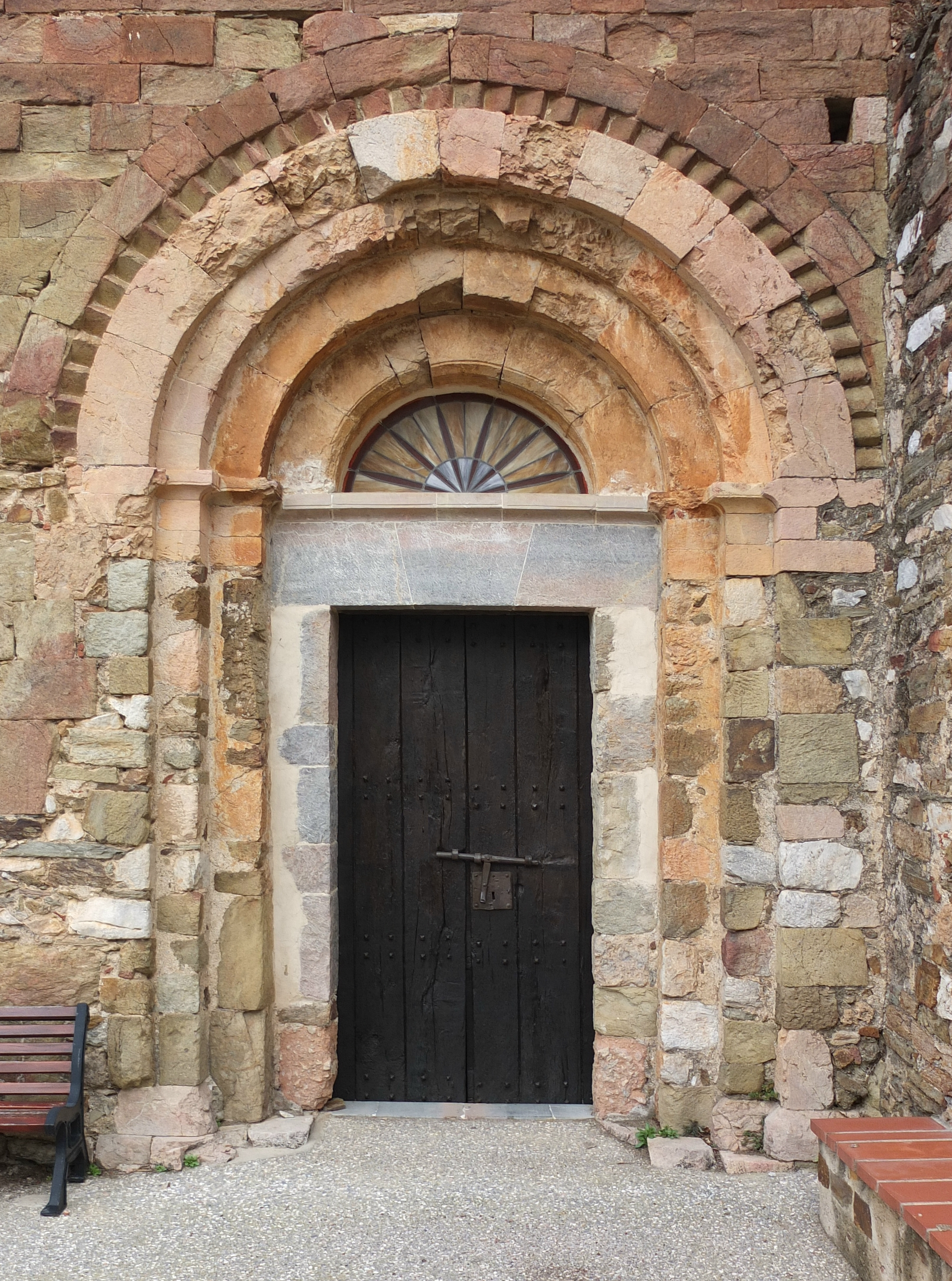
Le portail.

### Le chevet roman lombard
Saint-Félix de Calmeilles possède un beau chevet à abside unique, hélas très abîmé : la moitié gauche de cette abside est effroyablement gâchée par les réfections mais sa moitié droite permet encore de se faire une idée de sa splendeur passée. 
Il s'agit ici d'une abside de style roman lombard datant non du XIe siècle comme à Notre-Dame des Escaliers de Marcevol, à Saint-Michel-de-Llotes ou encore  Boule-d'Amont, mais du XIIe siècle avec en conséquence un appareil très soigné et une riche décoration sculptée.
Cette abside, reposant sur un soubassement à gradins en pierre de taille, est ornée de bandes lombardes composées d'arcades groupées par deux, reposant alternativement sur des modillons sculptés ornés de têtes d'animaux et sur des colonnes engagées à bases et chapiteaux sculptés.
L'abside est percée d'une fenêtre axiale à double ébrasement encadrée de colonnettes à chapiteaux supportant un arc torique.
On notera la présence, sur le petit bâtiment situé à gauche de l'abside, d'une petite fenêtre biaise surmontée d'un étonnant linteau monolithique orné d'oiseaux affrontés et de boules. 

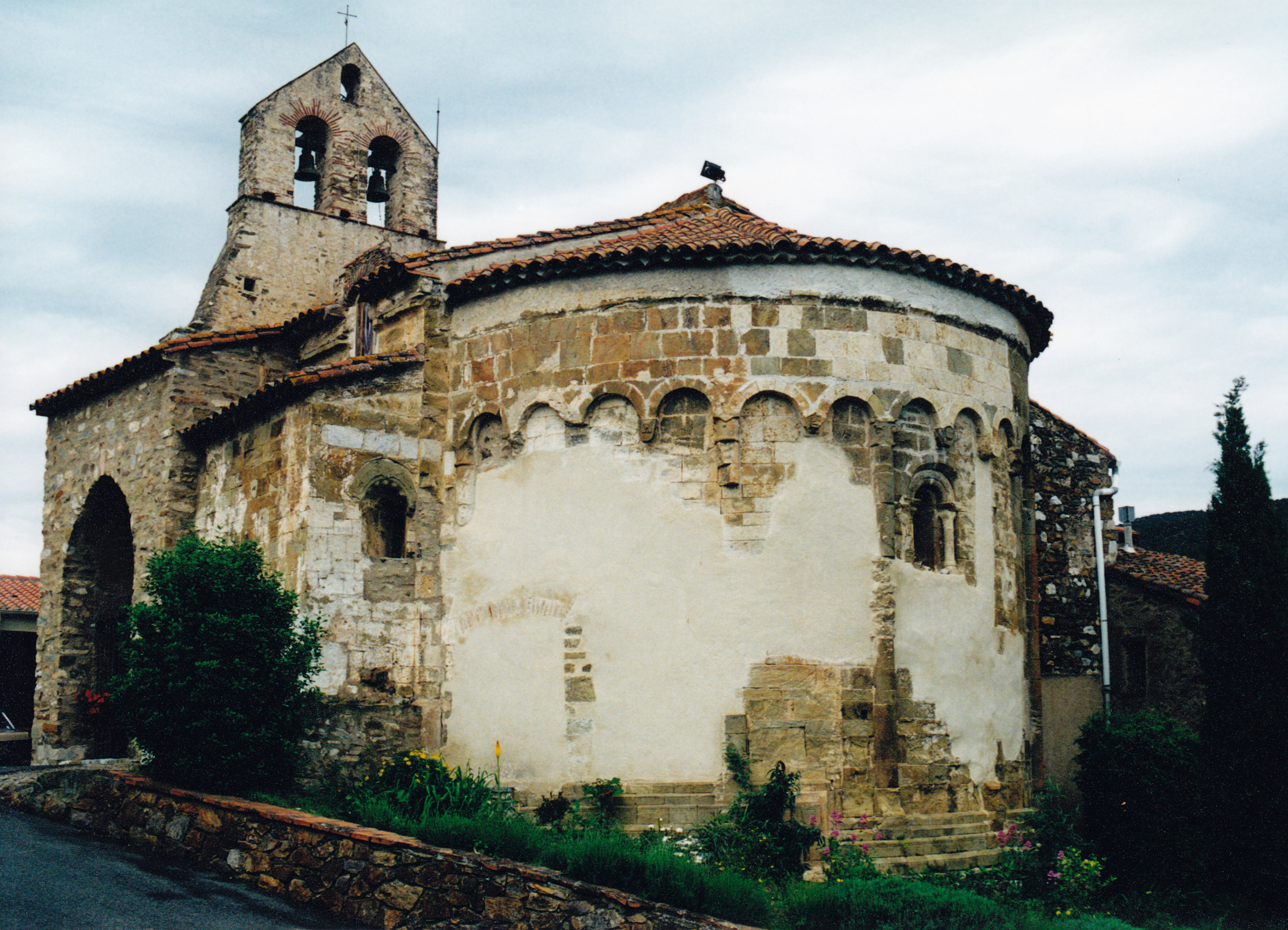
L'église et son chevet très abîmé.
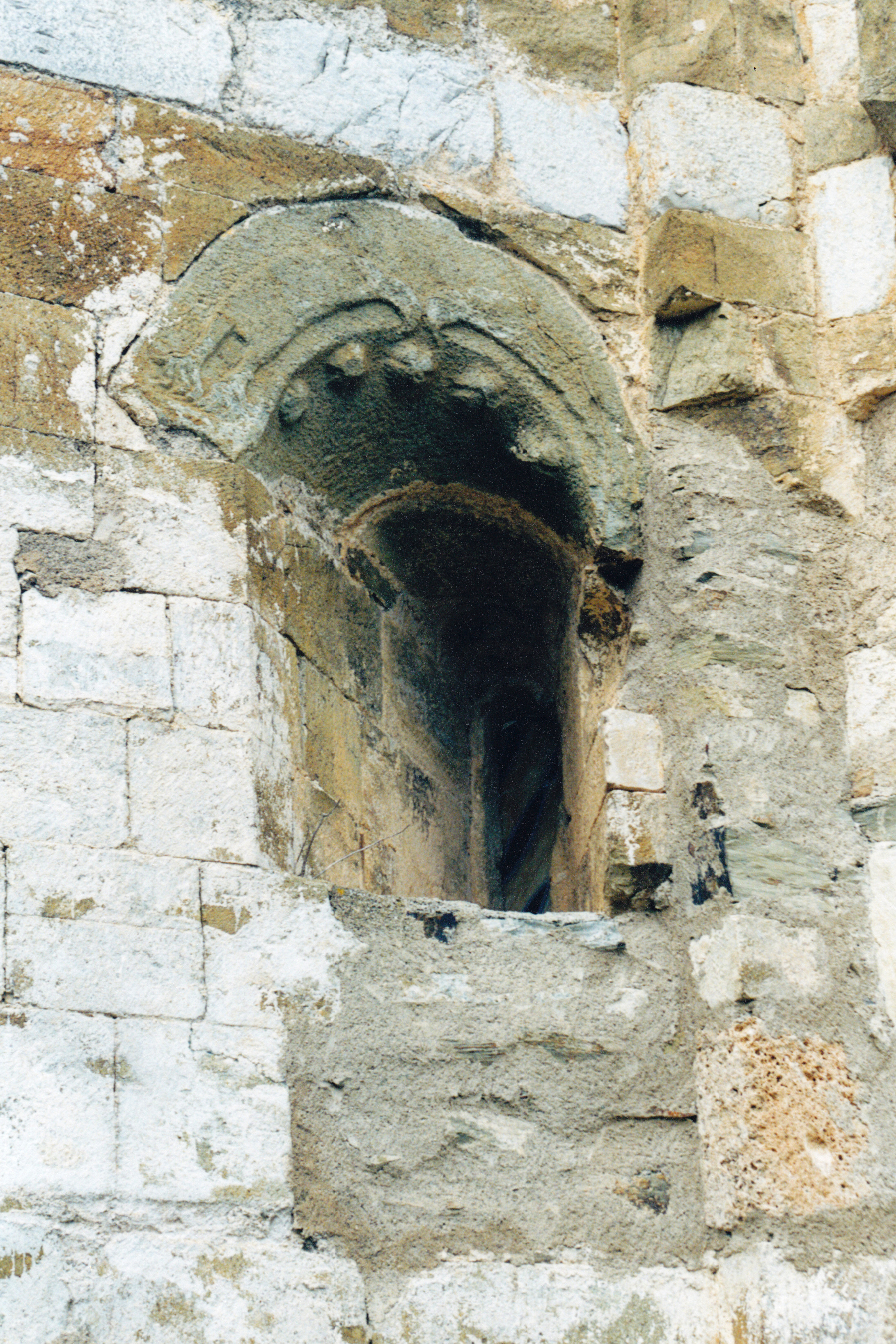
La petite fenêtre biaise.
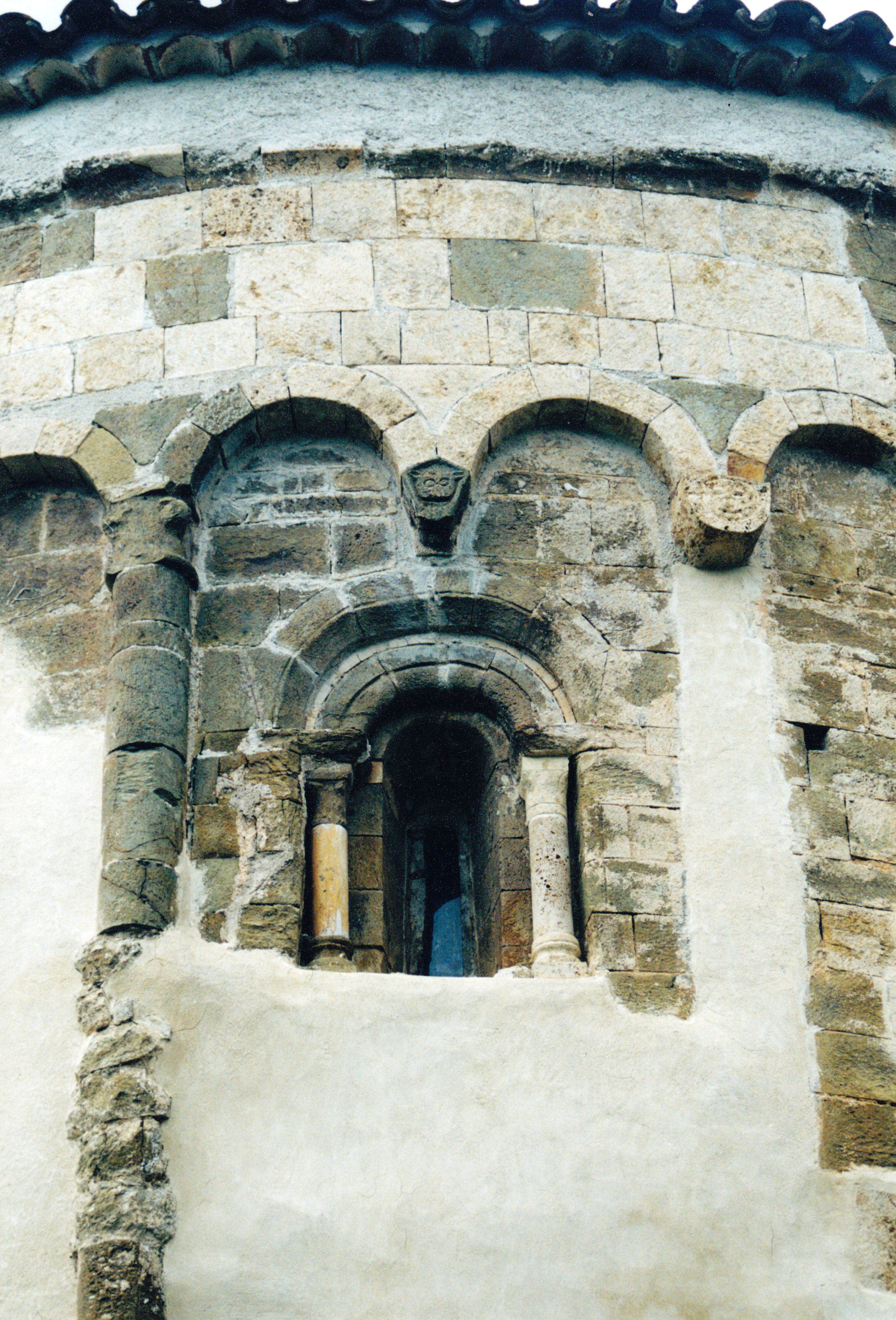
La fenêtre absidiale.
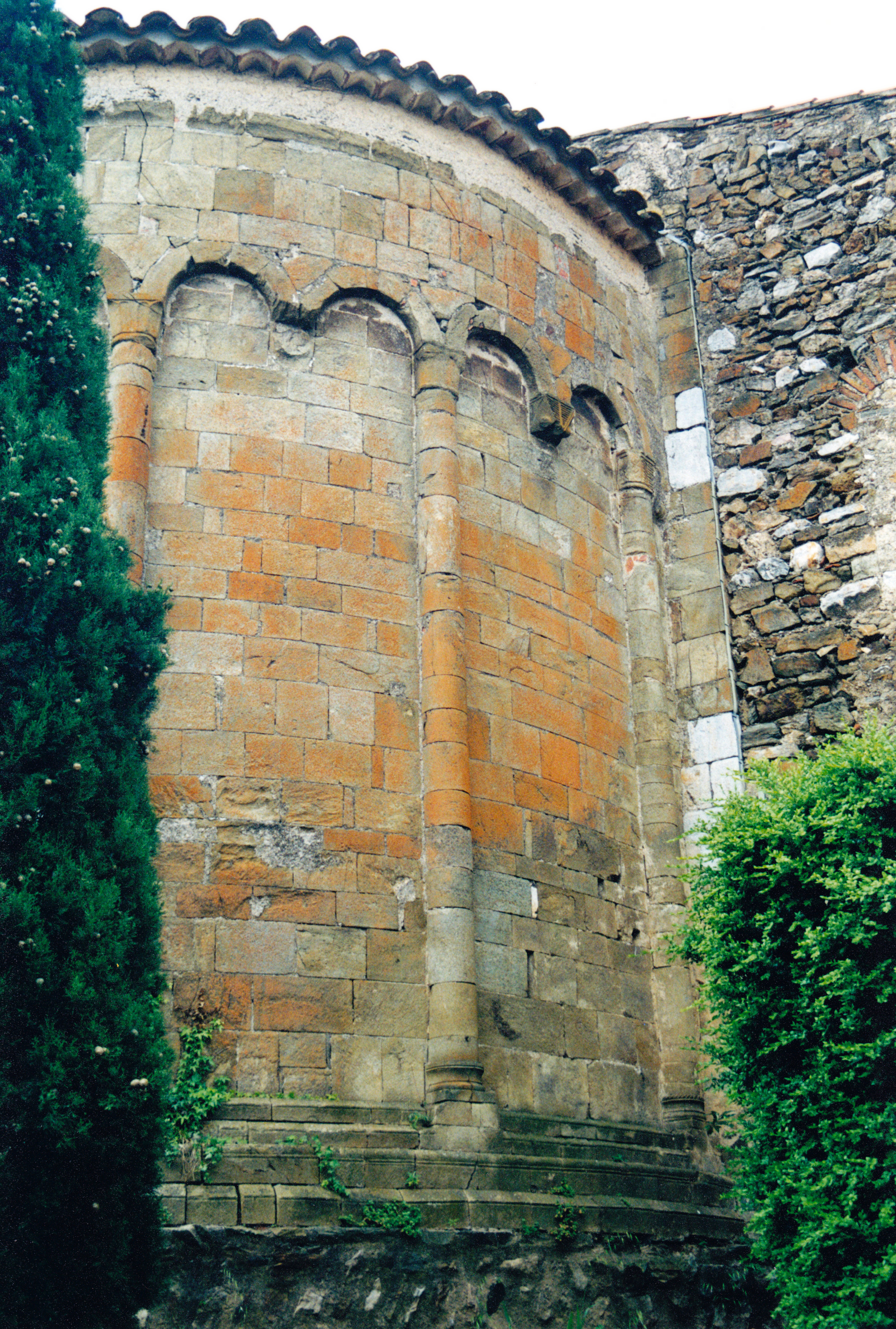
La partie intacte de l'abside.
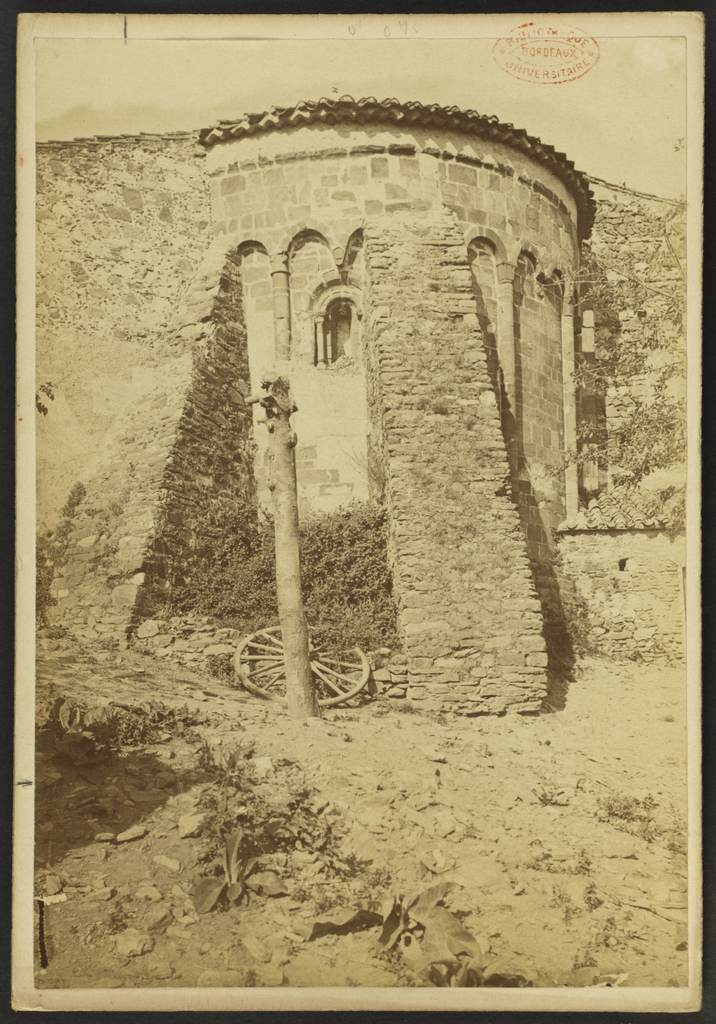
L'abside vers 1880.

## Sculpture

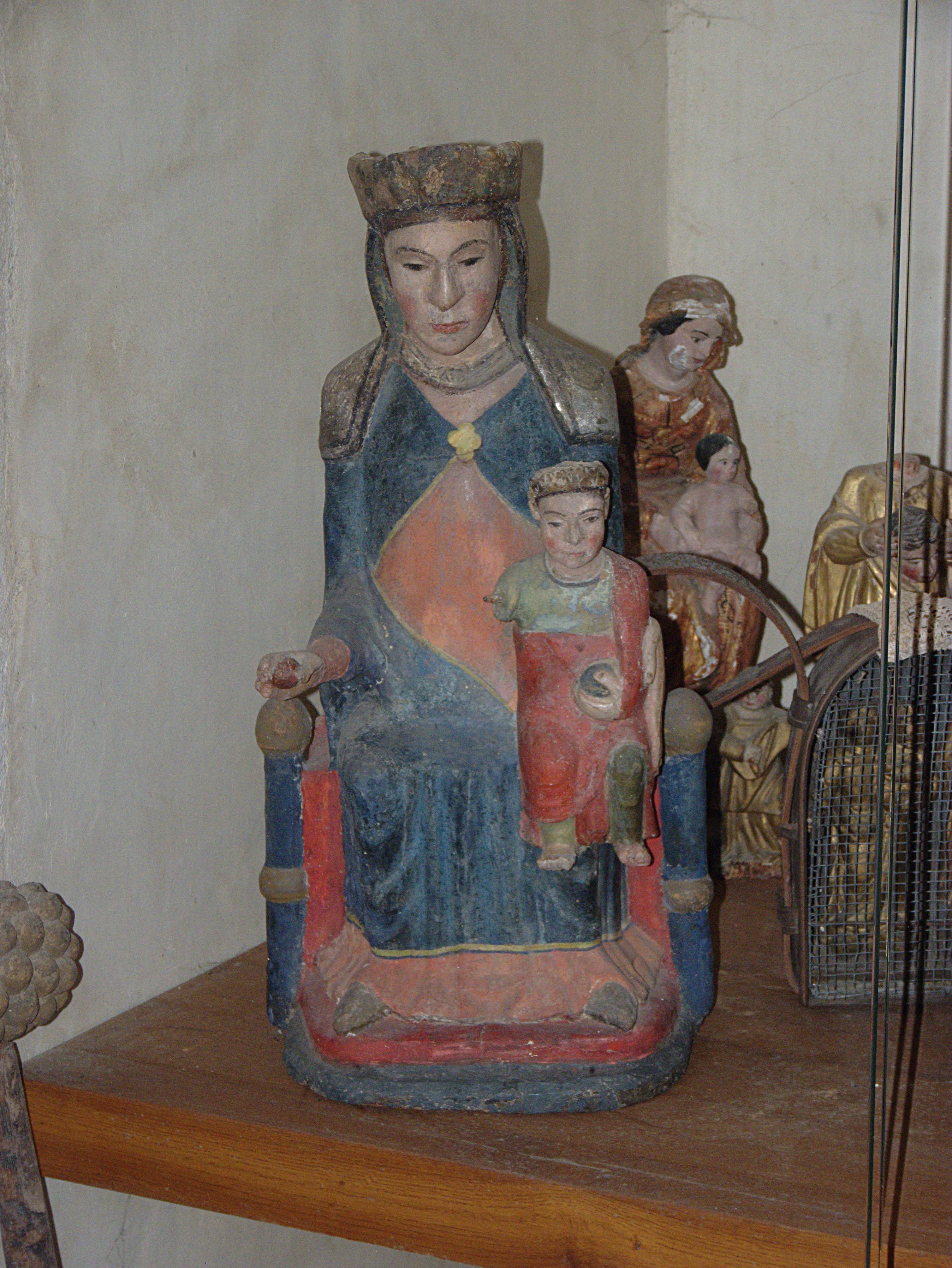
Vierge romane.

L'église renferme une statue de la Vierge de style roman, datée du XIIe siècle et connue sous le nom de « Mare de Déu de la Salut ».